# Pinza óptica

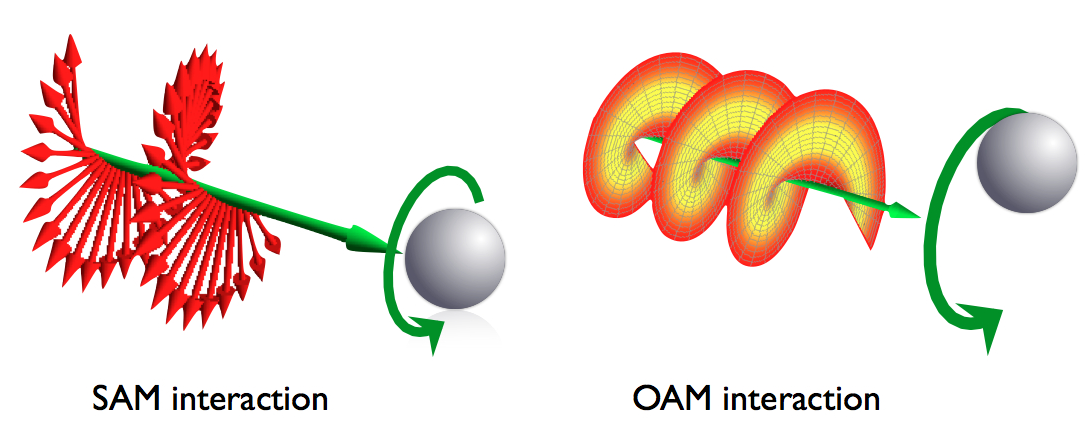
Formas de interacción de la luz láser con la materia

Una pinza óptica es un instrumento científico que usa un rayo láser para proveer una fuerza atractiva o repulsiva, dependiendo del emparejamiento de índice (típicamente en el orden de pico Newtons) para sostener y mover físicamente objetos dieléctricos microscópicos. Las pinzas ópticas han sido particularmente exitosas en el estudio de una considerable variedad de sistemas biológicos en los años recientes.

## Algunos conceptos preliminares

### La teoría electromagnética de la luz y los fotones como una descripción cuántica
El trabajo de James Clerk Maxwell y los desarrollos posteriores desde finales del siglo XIX pusieron de manifiesto que la luz tiene naturaleza electromagnética. La electrodinámica clásica conduce a la idea de una transferencia continua de energía por medio de ondas electromagnéticas. En cambio, el punto de vista más moderno de la electrodinámica cuántica describe las interacciones electromagnéticas y el transporte de energía en términos de "partículas" elementales sin masa, denominadas fotones. La naturaleza cuántica de la energía radiante no es siempre evidente, ni tampoco de interés práctico en óptica. Hay situaciones en las cuales el equipo de detección es tal que es imposible distinguir cuantos individuales.
Si la longitud de onda de la luz es pequeña en comparación con el aparato, podrían utilizarse, como primera aproximación, las técnicas de óptica geométrica. Un tratamiento algo más preciso, que es aplicable también cuando las dimensiones del aparato son pequeñas, es el de la óptica física en la que la propiedad dominante de la luz es su naturaleza ondulatoria. Por lo que al estudio clásico de la óptica física se refiere, será más que suficiente tratar la luz como una onda electromagnética.
El tratamiento mecánico-cuántico asocia una ecuación de onda con una partícula, sea esta un fotón, electrón, protón, etc. En el caso de partículas materiales, los aspectos ondulatorios se introducen por medio de la ecuación de campo, conocida como ecuación de Schrodinger. Para la luz, tenemos una representación de la naturaleza ondulatoria en la forma de las ecuaciones de campo electromagnético de Maxwell. Con estas como punto de partida se puede construir una teoría mecánico-cuántica de fotones y su interacción con las cargas. La doble naturaleza de la luz se pone de manifiesto por el hecho de que se propaga en el espacio como lo hace una onda, demostrando, sin embargo, un comportamiento de partícula durante los procesos de emisión y absorción cuando existe interacción con la materia. La energía radiante electromagnética en estos casos es emitida y absorbida en cuantos o también llamados fotones y no de forma continua como sucede con una onda clásica. No obstante, su movimiento a través de una lente, un agujero o conjunto de rendijas, está supeditado a sus características ondulatorias (tal es el caso de los efectos de interferencia y difracción). 
El fotón tiene masa cero y, por consiguiente, puede imaginarse que en un haz de luz hay un número sumamente grande de fotones de "baja energía", porque dentro de ese modelo, haces muy densos de fotones actúan en promedio para producir campos clásicos bien definidos.
La energía transportada por un gran número de fotones es, en promedio, equivalente a la energía transferida por una onda electromagnética clásica. Por tales razones en algunas condiciones podemos considerar que la luz es una onda electromagnética clásica, teniendo en cuenta el hecho de que hay situaciones para las cuales esta descripción es inadecuada (como por ejemplo cuando se considera la descripción teórica del efecto fotoeléctrico).

### Las ecuaciones de Maxwell
En electromagnetismo, las ecuaciones de Maxwell son un conjunto de cuatro ecuaciones que fueron primeramente presentadas como un grupo notable en 1884 por Oliver Heaviside en conjunto con Josiah Willard Gibbs. Estas ecuaciones habían aparecido en una publicación de Maxwell en 1861 titulada On Physical Lines of Force. 
Estas describen la interrelación entre los campos eléctricos, los campos magnéticos, la carga eléctrica y la corriente eléctrica, y Maxwell fue el creador de solo una de estas ecuaciones por sí mismo (vía la modificación de una ecuación que ya existía), él las derivó todas independientemente en conjunción con su modelo de vórtice molecular de las líneas de fuerza de Faraday.
Maxwell introdujo un término extra a la ley circuital de Ampère la cual es una derivada temporal del campo eléctrico y conocida como la corriente de desplazamiento de Maxwell. Esta modificación es el aspecto más significativo del trabajo de Máxwell en electromagnetismo. 
En el artículo de Maxwell de 1865 titulado A Dynamical Theory of the Electromagnetic Field  versión modificada de Maxwell de la ley circuital de Ampère le permitió derivar la ecuación de onda electromagnética, demostrando teóricamente que la luz es una onda electromagnética con velocidad de propagación c. Esta formulación contenía 20 ecuaciones de 20 variables. En 1873 James Clerk Maxwell intentó una formulación simplificada que finalmente no resultó popular. 
Posteriormente la formulación vectorial resultó especialmente atractiva porque remarcaba las simetrías intrínsecas en las ecuaciones haciendo más fácil su utilización e inspirando aplicaciones posteriores.

### Resumen de las "ecuaciones de Maxwell" en su forma Diferencial e Integral
| Nombre                                                                 | Forma diferencial                                                                                   | Forma integral |
| ---------------------------------------------------------------------- | --------------------------------------------------------------------------------------------------- | --- |
| Ley de Gauss:                                                          | {\displaystyle \nabla \cdot \mathbf {D} =\rho }                                                     | {\displaystyle \oint _{S}\mathbf {D} \cdot d\mathbf {A} =\int _{V}\rho dV}                                                                              |
| Ley de Gauss para el campo magnético (ausencia de monopolo magnético): | {\displaystyle \nabla \cdot \mathbf {B} =0}                                                         | {\displaystyle \oint _{S}\mathbf {B} \cdot d\mathbf {A} =0}                                                                                             |
| Ley de Faraday:                                                        | {\displaystyle \nabla \times \mathbf {E} =-{\frac {\partial \mathbf {B} }{\partial t}}}             | {\displaystyle \oint _{C}\mathbf {E} \cdot d\mathbf {l} =-{d \over dt}\int _{S}\mathbf {B} \cdot d\mathbf {A} }                                         |
| Ley de Ampère generalizada:                                            | {\displaystyle \nabla \times \mathbf {H} =\mathbf {J} +{\frac {\partial \mathbf {D} }{\partial t}}} | {\displaystyle \oint _{C}\mathbf {H} \cdot d\mathbf {l} =\int _{S}\mathbf {J} \cdot d\mathbf {A} +{d \over dt}\int _{S}\mathbf {D} \cdot d\mathbf {A} } |

En la siguiente tabla se proporciona el significado de cada símbolo y su unidad de medida en el SI:
| Símbolo                        | Significado                                                             | Unidad de medida SI                                    |
| ------------------------------ | ----------------------------------------------------------------------- | ------------------------------------------------------ |
| {\displaystyle \mathbf {E} }   | campo eléctrico                                                         | {\displaystyle Vm^{-1}} (Volt sobre metro)             |
| {\displaystyle \mathbf {H} }   | campo magnético                                                         | {\displaystyle Am^{-1}} (Amper sobre metro)            |
| {\displaystyle \mathbf {D} }   | desplazamiento eléctrico                                                | {\displaystyle Cm^{-2}} (Coulomb sobre metro cuadrado) |
| {\displaystyle \mathbf {B} }   | desplazamiento magnético                                                | {\displaystyle T} (Tesla)                              |
| {\displaystyle \rho }          | densidad de carga eléctrica                                             | {\displaystyle Cm^{-3}} (Coulomb sobre metro cúbico)   |
| {\displaystyle \mathbf {J} }   | densidad de corriente                                                   | {\displaystyle Am^{-2}} (Amper sobre metro cuadrado)   |
| {\displaystyle d\mathbf {A} }  | vector del elemento diferencial de superficie normal a la superficie S  | {\displaystyle m^{2}} (metros cuadrados)               |
| {\displaystyle dV}             | elemento diferencial de volumen encerrado por la superficie S           | {\displaystyle m^{3}} (metros cúbicos)                 |
| {\displaystyle d\mathbf {l} }  | vector del elemento de longitud del contorno que limita la superficie S | {\displaystyle m} (metros)                             |
| {\displaystyle \nabla \cdot }  | divergencia                                                             | por metro                                              |
| {\displaystyle \nabla \times } | rotacional                                                              | por metro                                              |

La segunda ecuación es equivalente a afirmar que el monopolo magnético no existe. La fuerza ejercida sobre una partícula cargada por los campos eléctricos y campo magnético viene dada por la ecuación de la Fuerza de Lorentz:
{\displaystyle \mathbf {F} =q(\mathbf {E} +\mathbf {v} \times \mathbf {B} )}............(1)
donde {\displaystyle q} es la carga de la partícula y {\displaystyle \mathbf {v} } es la velocidad de esta.

### Las ecuaciones de Maxwell en el vacío, sin cargas ni corrientes
El vacío es un medio lineal, homogéneo, isótropo y no dispersivo. Las constantes de proporcionalidad en el vacío son ε0 y μ0. 
{\displaystyle \mathbf {D} =\varepsilon _{0}\mathbf {E} }............(2)
{\displaystyle \mathbf {B} =\mu _{0}\mathbf {H} }............(3)
Como no hay ni corriente ni carga eléctrica en el vacío, las ecuaciones de Maxwell en espacio libre son:
{\displaystyle \nabla \cdot \mathbf {E} =0}............(4)
{\displaystyle \nabla \cdot \mathbf {H} =0}............(5)
{\displaystyle \nabla \times \mathbf {E} =-\mu _{0}{\frac {\partial \mathbf {H} }{\partial t}}}.........(6)
{\displaystyle \nabla \times \mathbf {H} ={\phantom {-}}\varepsilon _{0}{\frac {\partial \mathbf {E} }{\partial t}}}........(7)
Estas ecuaciones tienen soluciones sencillas para ondas planas sinusoidales, con campos eléctricos y magnéticos con direcciones ortogonales entre ellos y ortogonales a la dirección de propagación. Su velocidad de propagación es
{\displaystyle c={\frac {1}{\sqrt {\mu _{0}\varepsilon _{0}}}}}............(8)
Maxwell descubrió que esta cantidad c era simplemente la velocidad de la luz en el vacío, por lo que la luz es una forma de radiación electromagnética. Los valores aceptados actualmente para la velocidad de la luz y para la permitividad y permeabilidad se resumen en la siguiente tabla:
| Símbolo                          | Nombre                  | Valor numérico                             | Unidad de medida SI          | Tipo     |
| -------------------------------- | ----------------------- | ------------------------------------------ | ---------------------------- | -------- |
| {\displaystyle c}                | Velocidad de la luz     | {\displaystyle 299,792,458}                | {\displaystyle m/s}          | definido |
| {\displaystyle \varepsilon _{0}} | Permitividad Eléctrica  | {\displaystyle 8.854187817\times 10^{-12}} | {\displaystyle C^{2}/Nm^{2}} | derivado |
| {\displaystyle \mu _{0}}         | Permeabilidad Magnética | {\displaystyle 4\pi \times 10^{-7}}        | {\displaystyle N/A^{2}}      | definido |

## Momento y presión de Radiación

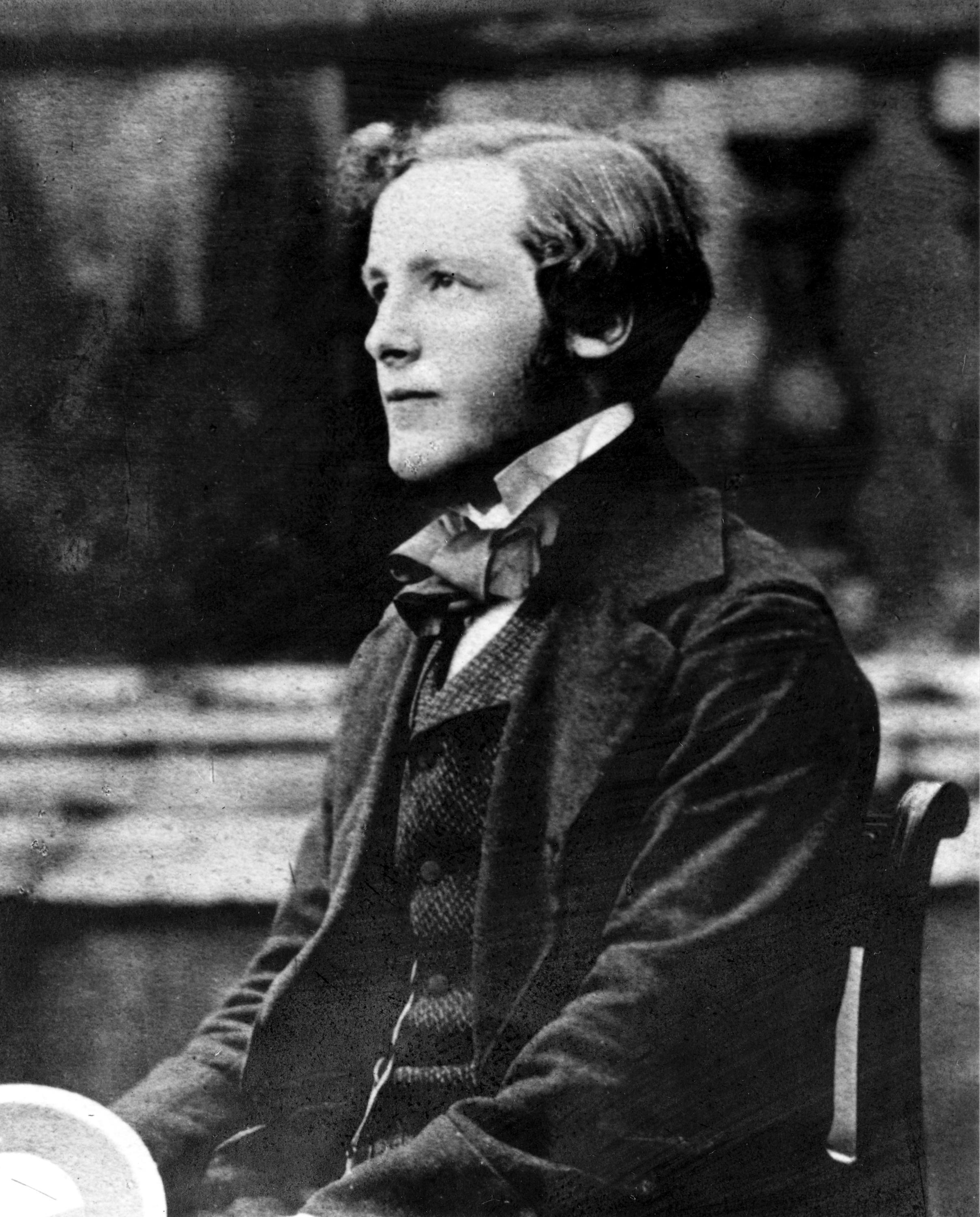
El joven Maxwell en la Universidad. Sostiene la rueda de colores que inventó. James Clerk Maxwell, Físico y Matemático escocés (1831-1879).

En 1619, Johannes Kepler sugirió que era la presión de la luz solar lo que desviaba la cola de un cometa de manera que siempre apuntaba lejos del Sol [16]. Esta argumentación cautivó especialmente a los defensores futuros de la teoría corpuscular de la luz. Después de todo, ellos imaginaban un haz de luz como un flujo de partículas y dicho flujo ejercería, naturalmente, una fuerza al bombardear la materia. Durante algún tiempo parecía como si este efecto permitiera establecer, al final, la superioridad de la teoría corpuscular sobre la ondulatoria, pero todos los experimentos que se realizaron en esa dirección no consiguieron detectar la fuerza de la radiación, así que el interés se fue apagando poco a poco.
Irónicamente, fue Maxwell en 1873 quien volvió a sacar este tema estableciendo, en teoría, que las ondas ejercen efectivamente una presión. "En un medio en el que las ondas se propagan", escribió Maxwell, "hay una presión en la dirección normal a las ondas, numéricamente igual a la energía en una unidad de volumen".
Cuando una onda electromagnética incide en la superficie de un material, interacciona con las cargas que constituyen el material masivo. Independientemente de que la onda sea absorbida parcialmente o reflejada, ejerce una fuerza sobre aquellas cargas y, por consiguiente, sobre la superficie misma.
Por ejemplo, en el caso de un buen conductor, el campo eléctrico de la onda genera una corriente mientras que su campo magnético genera unas fuerzas sobre esas corrientes.
Es posible calcular la fuerza resultante por la teoría electromagnética, en la que la segunda Ley de Newton (según la cual la fuerza equivale al ritmo de cambio del momento) sugiere que la onda misma lleva un momento. Realmente, cuando tenemos un flujo de energía, es normal pensar que haya un momento asociado - se trata de los dos aspectos relacionados de tiempo y espacio del movimiento -.
Como demostró Maxwell, la presión de radiación,{\displaystyle {\mathcal {P}}}, equivale a la densidad de energía de la onda electromagnética.
Para el vacío sabemos que
{\displaystyle u_{e}={\frac {{\mathit {E}}^{2}\epsilon _{0}}{2}}}.........(9)
y
{\displaystyle u_{m}={\frac {{\mathit {B}}^{2}\mu _{0}}{2}}}.........(10)
Puesto que

{\displaystyle {\mathcal {P}}=u=u_{e}+u_{m}}.........(11)

{\displaystyle {\mathcal {P}}={\frac {{\mathit {E}}^{2}\epsilon _{0}}{2}}+{\frac {{\mathit {B}}^{2}\mu _{0}}{2}}}.........(12)

de manera alternativa podemos expresar la presión en términos de la magnitud del vector de Poynting, es decir
{\displaystyle {\mathcal {P}}(t)={\frac {S(t)}{c}}}.........(13)
Esta ecuación tiene unidades de potencia divididas por unidades de área por velocidad o de forma equivalente, fuerza por la velocidad dividida por el área y la velocidad, o sólo fuerza dividida por el área. Esta es la presión instantánea que se ejercería en una superficie perfectamente absorbente por un haz que incide normalmente.
Puesto que los campos E y B cambian rápidamente, S(t) cambia rápidamente también, por lo tanto por razones prácticas nos ocupamos de la presión de la radiación media, es decir,
{\displaystyle \left\langle {\mathcal {P}}(t)\right\rangle _{\mathit {T}}={\frac {\left\langle {\mathcal {S}}(t)\right\rangle _{\mathit {T}}}{c}}={\frac {I}{c}}}..........(14)
Expresada en Newtons sobre metro cuadrado. Esta misma presión se ejerce en una fuente que ella misma irradia energía.
Si p es el momento, la fuerza ejercida por el rayo en una superficie absorbente es
{\displaystyle {\mathit {A}}{\mathcal {P}}={\frac {\Delta \ p}{\Delta \ t}}}............(15)
Si {\displaystyle {\mathit {p_{v}}}} es el momento por unidad de volumen de la radiación, entonces una cantidad de momento {\displaystyle \Delta \ p={\mathit {p_{v}}}(c\Delta \ t{\mathit {A}})} es transportada hacia {\displaystyle {\mathit {A}}} durante cada inversión de tiempo {\displaystyle \Delta \ t}, y
{\displaystyle {\mathit {A}}{\mathcal {P}}={\frac {{\mathit {p_{v}}}(c\Delta \ t{\mathit {A}})}{\Delta \ t}}={\mathit {A}}{\frac {\mathit {S}}{c}}}..........(16)
Por lo tanto, la densidad de volumen del momento electromagnético es
{\displaystyle {\mathit {p_{v}}}={\frac {\mathit {S}}{c^{2}}}}.............(17)
cuando la superficie iluminada es perfectamente reflectora, el rayo que entró con una velocidad +c, saldrá con una velocidad -c. Esto equivale a dos veces el cambio de momento que ocurre en la absorción, y por tanto
{\displaystyle \left\langle {\mathcal {P}}(t)\right\rangle _{\mathit {T}}=2{\frac {\left\langle {\mathcal {S}}(t)\right\rangle _{\mathit {T}}}{c}}}.............(18)
Obsérvese, de las ecuaciones (13) y (15), que si alguna cantidad de la energía {\displaystyle {\mathcal {E}}} es transportada por metro cuadrado por segundo, entonces habrá un momento correspondiente {\displaystyle {\frac {\mathcal {E}}{c}}} que es transportado por metro cuadrado por segundo.

### Descripción de segunda cuantización
En la imagen del fotón, cada uno tiene una energía {\displaystyle {\mathcal {E}}={\mathit {h}}\nu \ }.
Por lo tanto, podemos pensar que un fotón lleve un momento
{\displaystyle {\mathit {p}}={\frac {\mathcal {E}}{c}}={\frac {h}{\lambda \ }}}.....................(19)
Su momento vectorial sería
{\displaystyle \mathbf {p} =\hbar \ \mathbf {k} }...........................(20)
donde {\displaystyle \mathbf {k} } es el vector de onda y {\displaystyle \hbar \ \equiv \ {\frac {h}{2\pi }}}. Esto concuerda bien con la Relatividad especial que pone en relación la masa m, la energía y el momento de una partícula mediante
{\displaystyle {\mathcal {E}}=[(cp)^{2}+(mc^{2})^{2}]^{\frac {1}{2}}}.........................(21)

Para un fotón m=0 y {\displaystyle {\mathcal {E}}=cp}.
Estas concepciones mecánico-cuánticas se han confirmado experimentalmente utilizando el efecto Compton, que detecta la energía y el momento que se transfiere a un electrón al interaccionar con un fotón individual de rayos X.
La densidad de flujo medio de la energía electromagnética del Sol que incide normalmente en una superficie justo en el exterior de la atmósfera terrestre es de unos 1400 W/m². Imaginando una absorción completa, la presión resultante sería de 4.7 x 10-6 N/m², comparada una presión atmosférica de aproximadamente 105 N/m². La presión de la radiación solar en la Tierra es pequeña siendo, sin embargo, responsable de una fuerza en todo el planeta de unas 10 toneladas.
Hasta en la superficie misma del Sol, la presión de la radiación es relativamente pequeña. Como podría esperarse, se vuelve apreciable dentro del cuerpo ardiente de una gran estrella luminosa, donde desempeña un papel importante en sostener la misma contra la gravedad. A pesar de la modesta densidad de flujo del Sol, puede producir efectos apreciables durante largo tiempo. por ejemplo, si se hubiera despreciado la presión de la luz solar ejercida sobre el vehículo espacial Viking durante su viaje se hubiera desviado de Marte unos 15 000 km. Los cálculos demuestran que es viable utilizar la presión de la luz solar para impulsar un vehículo espacial entre los planetas más internos. Algún día vehículos con velas inmensas reflectoras accionadas por la presión de la radiación solar podrán navegar por el mar oscuro del espacio local.
La presión ejercida por la luz fue medida en 1901 por el experimentador ruso Pyotr Nikolaievich Lebedev (1866-1912) e independientemente, por los americanos Ernst Fox Nichols (1869-1924) y Gordon Ferrie Hull (1870-1956). Sus logros fueron asombrosos si consideramos las fuentes luminosas de las que disponían en aquel entonces. Hoy en día, con la llegada del láser, la luz puede concentrarse en un punto cuyo radio se acerca a los límites de aproximadamente una longitud de onda. La irradiancia resultante y por tanto, la presión, se aprecia hasta con un láser de unos pocos Watts. Por consiguiente, se ha vuelto práctico considerar la presión de la radiación para cualquier aplicación como la separación de isótopos, la aceleración de partículas y hasta la levitación óptica de pequeños objetos.

## Pinzas ópticas

### Historia y desarrollo
La detección de la dispersión óptica y las fuerzas de gradiente sobre partículas micrométricas fue reportada por primera vez en 1970 por Arthur Ashkin, trabajando en los Laboratorios Bell. Años después, Ashkin y sus colegas reportaron la primera observación de lo que es ahora referido comúnmente como una trampa óptica: un haz de luz altamente enfocado capaz de sostener partículas microscópicas estables en tres dimensiones.
Uno de los autores de este artículo pionero de 1986, Steven Chu, podría haber llegado a ser utilizado con pinzas ópticas en su trabajo sobre enfriamiento y atrapamiento de átomos. Esta investigación le valió a Chu el Premio Nobel en Física de 1997. En una entrevista, Steven Chu describió como Askhin había visualizado por primera vez el uso de las pinzas ópticas como un método para atrapar átomos. Ashkin fue capaz de atrapar partículas más grandes (de 10 a 10 000 nm de diámetro) pero Chu extendió estas técnicas para el atrapamiento de átomos (0.1 nm de diámetro).
A finales de 1980, Arthur Ashkin y sus colegas aplicaron primero la tecnología a las ciencias biológicas, usándola para atrapar un virus de mosaico del tabaco individual y la bacteria Escherichia coli. A lo largo de la década de los 90 y después, investigadores como Carlos Bustamante, James Spudich, y Steven Block fueron los pioneros en el uso de la trampa óptica para caracterizar los motores biológicos a escala molecular. Estos motores moleculares son ubicuos en biología, y son los responsables de la locomoción y la acción mecánica dentro de la célula. Las trampas ópticas permitieron a estos biofísicos observar las fuerzas y la dinámica de los motores a un nivel de nanoescala o de molécula única; la trampa óptica de espectroscopia de fuerza ha permitido desde entonces llegar a un mayor entendimiento de la naturaleza estocástica de estas fuerzas generadoras en la molécula. 
Las pinzas ópticas han probado ser útiles también en otras áreas de la Biología. Por ejemplo, en 2003 las técnicas de las pinzas ópticas fueron aplicadas en el campo de la clasificación celular (cell sorting); creando una gran intensidad óptica sobre el área de llenada con muestra microbiológica, la célula puede ser clasificada por sus características ópticas intrínsecas. En el 2004 las pinzas ópticas hicieron el salto desde las grandes, complicadas y costosas máquinas a mucho más simples, pequeñas, poco costosas y recientemente sistemas portables con la introducción de los DLBT (Diode Laser Bar Trapping); sistemas liderados por Applegate et al. en la Colorado School of Mines. Las pinzas ópticas también han sido usadas para probar el citoesqueleto, medir las propiedades viscoelásticas de biopolímeros, y estudiar la motilidad celular.
En 2018, Ashkin obtiene el Premio Nobel de Física por el desarrollo de las pinzas ópticas. Comparte la otra mitad del Premio con Gérard Mourou y con Donna Strickland a quienes se les reconoció su desarrollo de métodos para generar pulsos ópticos ultracortos y alta intensidad.

## La física de las pinzas ópticas

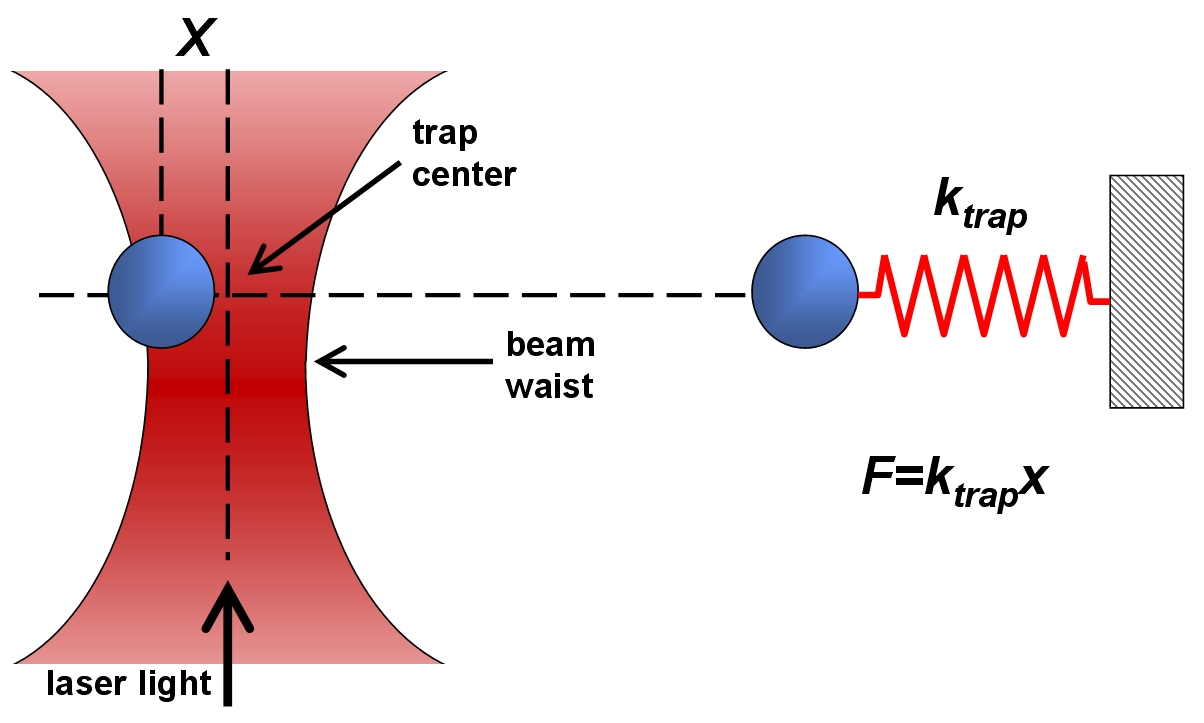
Los objetos dieléctricos son atraídos al centro del rayo, un poco más arriba de la cintura del haz, como se describe en el texto. La fuerza aplicada sobre el objeto depende linealmente en su desplazamiento desde el centro de la trampa como lo que ocurre con un sistema de resorte simple.

### Descripción General
Las pinzas ópticas son capaces de manipular partículas dieléctricas tanto de tamaño nanométrico como micrométrico ejerciendo fuerzas extremadamente pequeñas por medio de un haz láser altamente enfocado. El haz es típicamente enfocado enviándolo a través de un objetivo microscópico. El punto más angosto del haz enfocado, conocido como la cintura del haz, contiene un gradiente de campo eléctrico muy fuerte. Resulta ser que las partículas dieléctricas son atraídas a lo largo del gradiente a la región del campo eléctrico más fuerte, el cual es el centro del haz. La luz láser también tiende a ejercer una fuerza sobre las partículas en el haz a lo largo de la dirección de propagación del haz. Esto es fácil de comprender si imaginamos a la luz como un grupo de pequeñas partículas, cada una de ellas ejerciendo sobre la pequeña partícula dieléctrica en su camino. Esto es conocido como la fuerza de dispersión y cuyo resultado es el de la partícula siendo desplazada ligeramente abajo de la de la posición exacta de la cintura del haz, como se puede ver en la figura.
Las pinzas ópticas son instrumentos muy sensibles y son capaces de manipular y detectar desplazamientos subnanométricos para partículas dieléctricas submicrónicas. Por esta razón son comúnmente utilizadas para manipular y estudiar moléculas individuales por la interacción con una cuenta que ha sido adjuntada a esa molécula. El ADN, las proteínas y las enzimas que interactúan con esta son comúnmente estudiadas de esta forma.
Para mediciones científicas cuantitativas, la mayoría de las trampas ópticas son operadas de tal forma que la partícula dieléctrica raramente se mueve lejos del centro de la trampa. La razón de esto es que la fuerza aplicada a la partícula es lineal con respecto a su desplazamiento desde el centro de la trampa mientras el desplazamiento sea pequeño. De esta forma, una trampa óptica puede ser comparada con un resorte simple, que sigue la ley de Hooke.

### Visión detallada de las pinzas ópticas
Una explicación apropiada del comportamiento del atrapamiento óptico depende del tamaño de la partícula atrapada relativo a la longitud de onda de la luz utilizada para atraparla. En casos en donde las dimensiones de la partícula son mayores que esta longitud de onda, un simple tratamiento de rayos es suficiente. Por otro lado, si la longitud de onda de la luz excede a las dimensiones de la partícula, entonces las partículas deberán ser tratadas como pequeños dipolos eléctricos en un campo eléctrico.

#### El enfoque de óptica de rayos

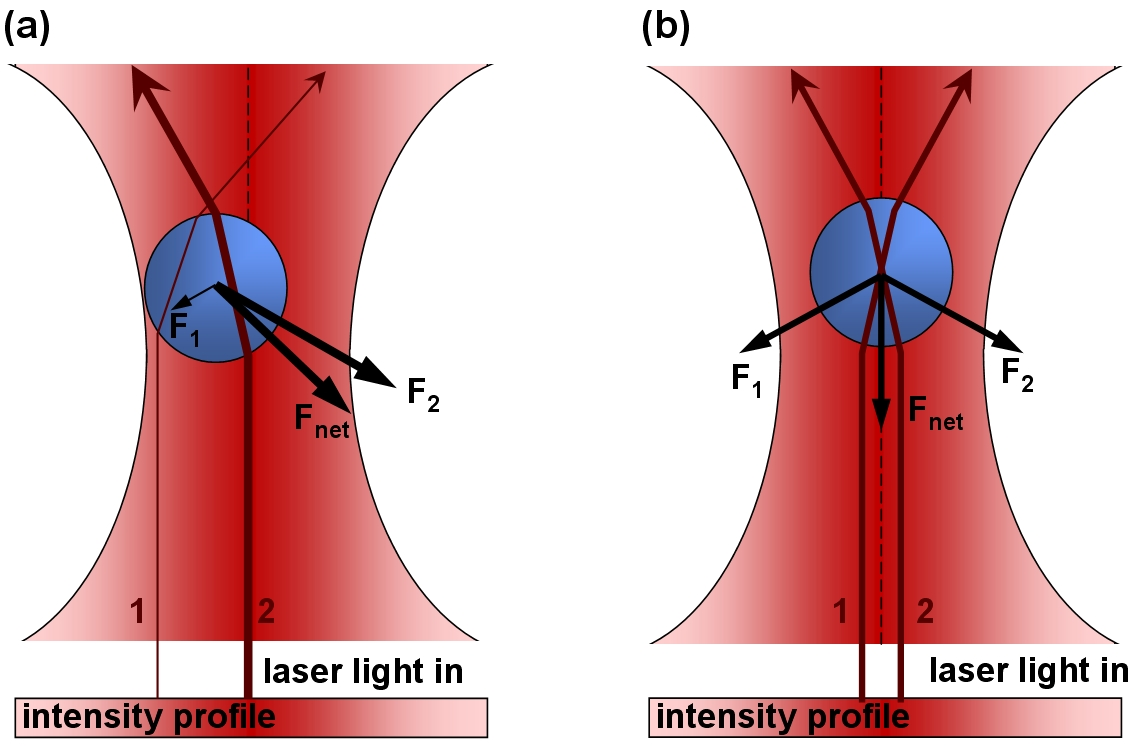
Explicación de óptica de rayos. Cuando la cuenta es desplazada desde el centro del haz como en (a), el cambio de momento más grande de los rayos más intensos produce una fuerza neta que es aplicada en la dirección inversa con respecto al centro de la trampa. Cuando la cuenta está lateralmente centrada sobre el haz, como en (b), fuerza neta apunta en la dirección de la cintura del haz.

En casos en donde el diámetro de la partícula atrapada es significativamente mayor que la longitud de onda de la luz, el fenómeno de atrapamiento puede ser explicado usando una óptica de rayos o geométrica. Como se muestra en la figura, lo rayos individuales de luz emitida desde el láser serán refractados en la medida en que entran y salen de la cuenta dieléctrica. Como un resultado, el rayo saldrá en una dirección distinta a la que inicialmente ingresó. Dado que la luz tiene un momento asociado a ella, este cambio en dirección de la luz indica que su momento ha cambiado. Debido a la Tercera Ley de Newton, tendrá que haber un cambio de momento igual y opuesto sobre la partícula.
La mayoría de las trampas ópticas tienen un perfil de intensidad de un haz Gaussiano (modo TEM00). En este caso, si la partícula es desplazada desde el centro del haz, como en la figura (a), la partícula tiene una fuerza neta que la regresa al centro de la trampa debido a que haces más intensos impelen un cambio de momento mayor hacia el centro de la trampa que los haces menos intensos, los cuales impelen un cambio de momento menor lejos del centro de la trampa. El cambio de momento neto o fuerza, regresa a la partícula al centro de la trampa.
Si la partícula está localizada en el centro del haz, entonces los rayos de luz individuales son refractados a través de la partícula simétricamente, resultando esto en una fuerza lateral nula. La fuerza neta en este caso está a lo largo de la dirección axial de la trampa, la cual cancela la fuerza de esparcimiento de la luz láser. La anulación de esta fuerza gradiente axial con la fuerza de esparcimiento es lo que causa que la cuenta se mantenga estable ligeramente alejada de la cintura del haz.

#### La aproximación del dipolo eléctrico
En casos en los que el diámetro de la partícula atrapada es significativamente más pequeña que la longitud de onda de la luz, las condiciones del esparcimiento de Rayleigh son satisfechas y la partícula puede ser tratada como un punto dipolo en un campo electromagnético inhomogéneo. La fuerza aplicada sobre un dipolo en un campo electromagnético se conoce como la fuerza de Lorentz,
{\displaystyle \mathbf {F} =q\left(\mathbf {E} +{\frac {d\mathbf {x} }{dt}}\times \mathbf {B} \right).}..................(22)
La fuerza sobre el dipolo puede ser calculada sustituyendo dos términos del campo eléctrico en la ecuación anterior, uno para cada carga. La polarización de un dipolo es {\displaystyle \mathbf {p} =q\mathbf {d} ,} donde {\displaystyle \mathbf {d} } es la distancia entre las dos cargas. Para un dipolo puntual, la distancia es infinitesimal, {\displaystyle d\mathbf {x} .} Tomando en cuenta que las dos cargas tienen signos opuestos, la fuerza toma la forma
{\displaystyle \mathbf {F} =q\left(\mathbf {E_{1}} \left(x,y,z\right)-\mathbf {E_{2}} \left(x,y,z\right)+{\frac {d\mathbf {x} }{dt}}\times \mathbf {B} \right)}..........................(23)
{\displaystyle \mathbf {F} =q\left(\mathbf {E_{1}} \left(x,y,z\right)+d\mathbf {x} \cdot \nabla \mathbf {E} -\mathbf {E_{1}} \left(x,y,z\right)+{\frac {d\mathbf {x} }{dt}}\times \mathbf {B} \right).}.................(24)
Notemos que {\displaystyle \mathbf {E_{1}} } se cancela. Multiplicando todo por la carga, {\displaystyle q}, convertimos posición, {\displaystyle \mathbf {x} }, en polarización, {\displaystyle \mathbf {p} },
{\displaystyle \mathbf {F} =\left(\mathbf {p} \cdot \nabla \right)\mathbf {E} +{\frac {d\mathbf {p} }{dt}}\times \mathbf {B} }............(25)
{\displaystyle \mathbf {F} =\alpha \left[\left(\mathbf {E} \cdot \nabla \right)\mathbf {E} +{\frac {d\mathbf {E} }{dt}}\times \mathbf {B} \right],}.................(26)
En donde en la segunda igualdad se ha asumido que la partícula dieléctrica es lineal (i.e. {\displaystyle \mathbf {p} =\alpha \mathbf {E} }).
En los pasos finales, dos igualdades serán utilizadas: (1) Una igualdad de análisis vectorial, (2) Una de las ecuaciones de Maxwell.
1. {\displaystyle \left(\mathbf {E} \cdot \nabla \right)\mathbf {E} =\nabla \left({\frac {1}{2}}E^{2}\right)-\mathbf {E} \times \left(\nabla \times \mathbf {E} \right)}................(27)
2. {\displaystyle \nabla \times \mathbf {E} =-{\frac {\partial \mathbf {B} }{\partial t}}}...................(28)

Primero, la igualdad vectorial será insertada para el primer término en la fuerza de la ecuación de arriba. La ecuación de Maxwell será sustituida en el segundo término de la igualdad vectorial. Después los dos términos que contienen derivadas en el tiempo pueden ser combinados en un solo término.
{\displaystyle \mathbf {F} =\alpha \left[{\frac {1}{2}}\nabla E^{2}-\mathbf {E} \times \left(\nabla \times \mathbf {E} \right)+{\frac {d\mathbf {E} }{dt}}\times \mathbf {B} \right]}...................(29)
{\displaystyle \mathbf {F} =\alpha \left[{\frac {1}{2}}\nabla E^{2}-\mathbf {E} \times \left(-{\frac {d\mathbf {B} }{dt}}\right)+{\frac {d\mathbf {E} }{dt}}\times \mathbf {B} \right]}...................(30)
{\displaystyle \mathbf {F} =\alpha \left[{\frac {1}{2}}\nabla E^{2}+{\frac {d}{dt}}\left(\mathbf {E} \times \mathbf {B} \right)\right].}.....(31)
El segundo término en la última igualdad es la derivada temporal de una cantidada que se relaciona a través de una constante multiplicativa que es el vector de Poynting, que describe la potencia por unidad de área que pasa a través de una superficie. Asumiendo que la potencia del láser es constante, la derivada de este término es cero y la fuerza se puede escribir como
{\displaystyle \mathbf {F} ={\frac {1}{2}}\alpha \nabla E^{2}.}........(32)
El cuadrado de la magnitud del campo eléctrico es igual a la intensidad del haz como una función de la posición. De esta forma, el resultado indica que la fuerza sobre la partícula dieléctrica, cuando es tratada como un dipolo puntual, es proporcional al gradiente a lo largo de la intensidad del haz. En otras palabras, la fuerza gradiente descrita aquí tiende a atraer a la partícula a la región de más alta intensidad. En realidad, la fuerza de dispersión de la luz actúa en contra de la fuerza de gradiente en la dirección axial de la trampa, resultando esto en una posición de equilibrio que es desplazada ligeramente por abaja del máximo de intensidad. La fuerza de esparcimiento depende linealmente de la intensidad del haz, la sección eficaz del haz y el índice de refracción del medio en donde se encuentra la trampa (i.e. agua).

## Diseño experimental, construcción y operación

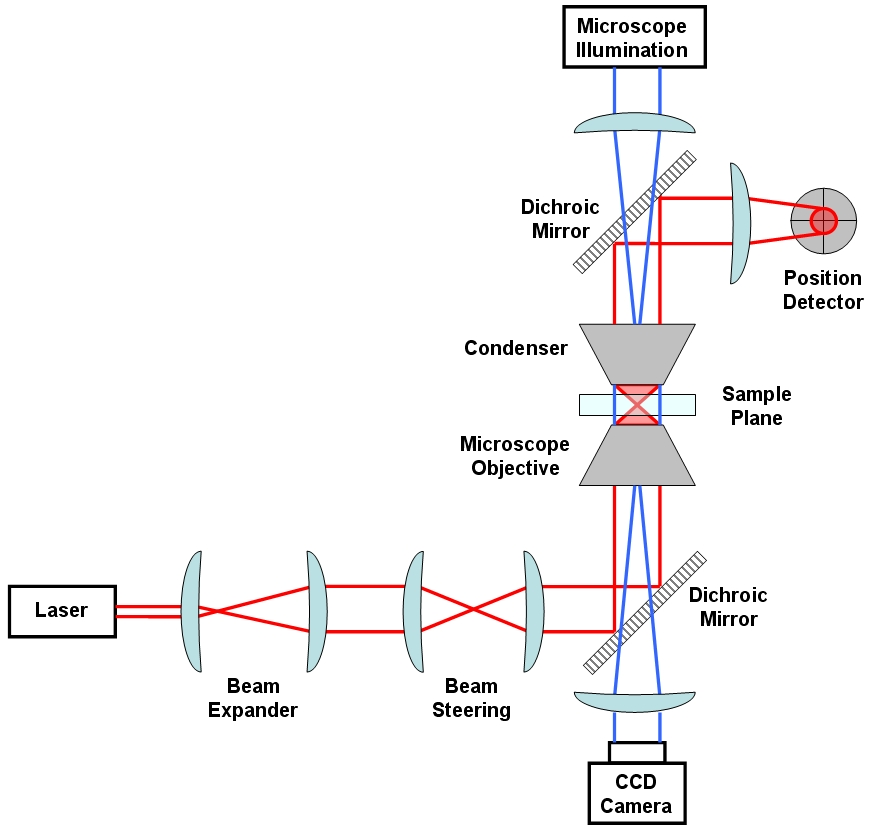
Un diagrama genérico de pinza óptica solamente con los componentes más básicos.

La configuración más básica de pinza óptica incluirá más o menos los siguientes componentes: un láser (usualmente un láser de Nd:YAG), un expansor del haz, algunos elementos ópticos para dirigir la localización del haz en el mismo plano, un objetivo de microscopio y un condensador para crear la trampa en el mismo plano, un detector de posición (i.e. un fotodiodo de cuadrante) para medir los desplazamientos del haz y una fuente de iluminación microscópica acoplada a una cámara CCD.
El láser de Nd:YAG (longitud de onda de 1064 nm) es la elección de láser más común debido a que los especímenes biológicos son en su mayoría transparentes a longitudes de onda láser alrededor de 1000 nm. Esto asegura un bajo coeficiente de absorción, minimizando el daño al espécimen, algunas veces referido como opticution en inglés. Quizá la consideración más importante en una pinza óptica es la elección del objetivo. Una trampa estable requiere que la fuerza de gradiente, que depende de la apertura numérica (AN) del objetivo sea más grande que la fuerza de dispersión. Objetivos adecuados típicamente tienen una AN entre 1.2 y 1.4.
Existen alternativas disponibles, pero quizá el método más simple para detección de la posición tiene que ver con la visualización de la trampa láser excitando a la cámara en donde se encuentra la muestra dentro de un fotodiodo de cuadrante. Las deflexiones laterales del haz son medidas de forma similar a como se hace cuando se utiliza el microscopio de fuerza atómica (MFA).
Expandiendo el haz emitido desde el láser para llenar la apertura del objetivo resultará en un punto difractado-limitado más apretado. Mientras que la traslación lateral de la trampa relativa a la muestra puede ser lograda por el portaobjetos del microscopio, la mayoría de las configuraciones de pinzas ópticas implementan óptica adicional diseñada para trasladar el haz para dar un grado extra de libertad traslacional. Esto se puede hacer trasladando el primero de los dos lentes llamado "Direccionador del haz" en la figura(Beam Steering). Por ejemplo, la traslación de ese lente en el plano lateral resultará en un haz deflectado lateralmente desde lo que es mostrado en la fugura. Si la distancia entre los lentes de direccionamiento del haz y el objetivo es escogida adecuadamente, esto corresponderá a una deflexión antes de que el objetivo entre y resultando en una traslación lateral en el mismo plano. La posición de la cintura del haz, que está en el foco de la trampa óptica, puede ser ajustada por un desplazamiento axial del lente inicial. Tal desplazamiento axial causa que el haz diverja o converja ligeramente, resultado de lo cual es una posición axial desplazada de la cintura del haz en la cámara de la muestra. Una explicación muy clara ha sido presentada por Joshua W. Shaevitz un estudiante graduado en el Block Lab en Stanford University.
La visualización del plano de la muestra se logra usualmente a través de iluminación vía una fuente de luz separada acoplada dentro del camino óptico en la dirección opuesta usando un espejos dicróicos. Esta luz incide sobre una cámara CCD y puede ser vista en un monitor externo o usada para trazar a la partícula atrapada vía la posición por seguimiento de video.

## Aplicaciones Biológicas de las pinzas ópticas
Los biólogos tomaron ventaja rápidamente de las pinzas ópticas como una herramienta para propósitos como la medición del rendimiento de las colas de las bacterias, las fuerzas ejercidas por un solo motor proteínico y el alargamiento de moléculas de DNA [17]. Las pinzas ópticas también han sido combinadas con un láser adicional para formar tijeras ópticas o usado como parte de la fluoresencia, confocal o como sensores de escaneo de fuerzas. Los primeros estudios fueron realizados en material que era lo suficientemente grande para manipularlo directamente usando pinzas ópticas. Ashkin y colaboradores usaron pinzas ópticas para capturar bacteria y pequeñas cantidades del virus del mosaico del tabaco, después para manipular células individuales orgánulos celulares y finalmente para medir la fuerza del movimiento de los orgánulos dentro de células vivas. En 1989, Block et al. hicieron las primeras mediciones calibradas de la conformación de los flagelos bacterianos usando las pinzas ópticas. Ellos calibraron las fuerzas aplicadas por las pinzas ópticas para la constante de tiempo de la cte. elástica de reculada de la bacteria en el medio viscoso.

### Las pinzas ópticas aplicadas al estudio de los motores biológicos
Actualmente existe un enorme interés por parte de muchos físicos en estudiar diversos tipos de sistemas biológicos [15]. El estudio de estos sistemas presenta un enorme reto, ya que se trata de los sistemas más complejos que puedan encontrarse en la naturaleza. Esta reciente incursión de los físicos en el estudio de los sistemas biológicos complejos involucra diversas ramas, desde la biología molecular y celular, hasta la ecología, pasando por la genómica, las proteínas, el ADN, la sincronización de ritmos biológicos, las redes neuronales, los fenómenos de autoorganización y las propiedades emergentes en sociedades de insectos, por mencionar algunos campos.
En particular, un avance reciente se refiere al estudio del transporte intracelular de las llamadas proteínas motoras, o motores moleculares. Estos motores son proteína que transportan diversas sustancias y vesículas dentro de las células eucariontes y que llevan a cabo muchos tipos de funciones en el organismo. Como ejemplos de proteínas motoras podemos citar a un tipo de miosinas, que son responsables del movimiento de los músculos, o las cinesinas, que se encargan de transportar sustancias dentro de las células y que se desplazan a lo largo del citoesqueleto. Un motor molecular que ha despertado el interés de algunos físicos es un tipo de cinesina que tiene una estructura con dos porciones, que simula una especie de caminante a escala de nanómetros y que alterna las dos porciones, dando como resultado una caminata a lo largo de los microtúbulos que forman parte del citoesqueleto. La cinesina utiliza como fuente de energía la hidrólisis de ATP y como todo sistema biológico, se encuentra fuera del equilibrio termodinámico. Aun cuando el estudio de los motores moleculares ha tenido un avance sorprendente, no es claro el mecanismo mediante el cual la cinesina logra moverse preferentemente en una dirección, ya que las fuerzas que actúan sobre la proteína no tienen una dirección particular, sino que se trata de fuerzas fluctuantes de promedio cero. Desde la perspectiva de la física, estos motores nos llevan a preguntarnos: ¿Es posible generar transporte unidireccional a partir de fluctuaciones fuera del equilibrio? La respuesta es positiva ya que en un sistema fuera de equilibrio es posible generar trabajo sin violar por ello la segunda ley de la termodinámica. Además de tener un sistema lejos del equilibrio, es necesario romper alguna simetría del sistema para poder rectificar las fluctuaciones. Esta asimetría se puede conseguir a partir de un potencial periódico y asimétrico, como el de rueda dentada (ratchet), que simularía al microtúbulo asimétrico en el caso de la cinesina. Un modelo muy simplificado de este sistema consiste en una partícula con un potencial diente de sierra, en presencia de ruido térmico (que simula fluctuaciones térmicas) y sujeta a fuerzas externas de promedio cero. La ecuación de movimiento para este modelo es entonces una ecuación de Langevin no lineal, o bien su correspondiente ecuación de Fokker-Planck. La cantidad de interés es la corriente o bien, la velocidad promedio de un ensamble de partículas en estas condiciones. A este tipo de modelos se les llama ratchets o motores brownianos. 
Actualmente existe una gran variedad de modelos de motores moleculares o brownianos: una partícula en potenciales en una o más dimensiones, con diferentes tipos de fuerzas externas (deterministas o estocásticas), sistemas con diferentes tipos de ruido térmico (blanco o correlacionado), sistemas con muchas partículas acopladas, partículas con inercia o en el régimen sobreamortiguado, partículas en el régimen cuántico, etc.

### Motores Moleculares: Cinesina
En el interior de las células eucariontes, es decir células más evolucionadas que las bacterias, tenemos un núcleo celular y una red de filamentos formada por polímeros que semejan una red de avenidas dentro de una ciudad. Esta red llamada citoesqueleto, está compuesta por tres tipos de filamentos: filamentos de actina, con un diámetro del orden de 6 nm, formados por agregación de una proteína llamada actina y que transportan proteínas motoras como las miosinas; filamentos intermedio con diámetros de alrededor de 10 nm, y por microtúbulos que transportan otro tipo de proteínas motoras como las cinesinas. Los microtúbulos tienen un diámetro del orden de 20 nm y están formados por proteínas llamadas tubulinas. Los filamentos de actina y los microtúbulos, a pesar de tener diámetros del orden de decenas de nanómetros, pueden crecer a longitudes del orden de decenas de micrones, es decir tres órdenes de magnitud más largos que anchos, y por lo tanto se trata de estructuras esencialmente unidimensionales. Los microtúbulos están formados por dímeros compuestos por alfa-tubulinas y beta-tubulinas que se agregan formando una estructura helicoidal. Debido a la asimetría de los dímeros, los microtúbulos son estructuras polares, periódicas y asimétrica con una periodicidad del orden de 8 nm; su diámetro interno es de 18 nm y el externo de 25 nm. Su longitud varía con el tiempo y puede hacerlo considerablemente, debido a procesos de agregación de los dímeros de tubulina que lo componen. Es decir al agregarse dímeros en un extremo la longitud del microtúbulo aumenta y, naturalmente, disminuye su longitud durante el proceso de desagregación. Su longitud puede ser del orden de micrones para el caso de microtúbulos involucrados en la división celular, o del orden de 100 micrones en los axones de las neuronas y hasta de 1 mm en los microtúbulos en la cola de los espermatozoides.
A lo largo de los microtúbulos se mueve un tipo de proteínas llamadas cinesinas. Existen varios tipos de cinesinas, pero la más común tiene una estructura que asemeja a un caminante a escala de nanómetros. Consiste en dos porciones que se alternan dando lugar a una caminata a lo largo del microtúbulo, de la misma manera que un caminante alterna sus pies al caminar. Estas cinesinas tienen velocidades típicas del orden de 1800 nm/s in vivo y de 840 nm/s in vitro, aunque estos valores pueden variar dependiendo de la temperatura y de la concentración de ATP. Los pasos son de 8 nm y por lo tanto una cinesina convencional in vivo realiza cientos de pasos por segundo. Las cinesinas tienen como función, por ejemplo, el transporte axonal a lo largo del axón de las neuronas, el transporte de vesículas y mitocondrias dentro de la célula, y la meiosis y mitosis durante la división celular. En algunos casos como en el transporte de mitocondrias, varias cinesinas tienen que actuar colectivamente para llevar a cabo su función, ya que se trata de proteínas muy pequeñas, de unas decenas de nanómetros, que tienen que transportar estructuras mucho más grandes, como las mitocondrias. La energía que usan las cinesinas, al igual que el resto de proteínas motoras, se obtiene a partir del ATP. Actualmente se sabe que una cinesina consume una molécula de ATP por cada paso de 8 nm y que ejercen fuerzas del orden de picoNewtons, que se miden con una gran precisión usando pinzas ópticas. Existe un dispositivo experimental que ha usado Steven Block de la Universidad de Stanford y que permite medir desplazamientos, velocidades y fuerzas. Se mantiene fijo al microtúbulo y se sujeta, con pinzas ópticas de luz láser, auna esfera de vidrios o poliestireno que, a su vez está conectada a la cinesina. En forma natural la cinesina tiende a desplazarse a lo largo del microtúbulo, pero al estar sujeta por una trampa óptica no puede moverse, sin embargo continúa ejerciendo una fuerza que puede medirse usando el desplazamiento de la esfera de vidrio o poliestireno, a partir del centro de la trampa óptica, ya que dicha trampa sujeta a la esfera como si fuera un resorte lineal. De esta forma se determina que la fuerza que ejerce la cinesina es de 6.5 pN.
Gracias a los resultados que se han obtenido recientemente con experimentos muy finos, actualmente sabemos muchos detalles de la caminata de la cinesina. Particularmente ha sido difícil determinar con precisión que tipo de caminata realiza esta proteína, debido a que sus dimensiones son muy pequeñas, del orden de 70 nm y da pasos de 8 nm; por lo tanto es muy complicado tener la resolución experimental para determinar que tipo de caminata está llevando a cabo. Existen básicamente dos tipos de caminata: pies alternantes, en donde los dos pies se alternan como en la caminata normal de los humanos y tipo gusano, en donde los pies se juntan y se separan, pero nunca se alterna el orden. 
En los experimentos con trampas ópticas, se mide el desplazamiento del centro de masa de la esfera de vidrio ligada a la cinesina; esta esfera tiene dimensiones del orden de micrones y la resolución es muy buena. Pero la cinesina, con pasos en la escala de nanómetros, es muy difícil de resolver. Existe una controversia en la literatura sobre el tipo de caminata que realiza, es decir si es con pies alternantes o tipo gusano; sin embargo, recientemente se ha determinado que es con pies alternantes. Cabe mencionar que existen otras proteínas motoras como las miosinas V y VI que también tienen dos "pies" y que caminan sobre filamentos de actina alternándolos.

## Enlaces Multimedia
- Luz wiki, sitio en internet creado por el doctor en Ciencias Manuel Fernández Guasti de la Universidad Autónoma Metropolitana en México en donde se fomenta la colaboración académica delocalizada en temáticas de investigación y docencia .
- Película que muestra el control por pinzas ópticas de una célula
- Videos de pinzas ópticas siendo usadas en hongos.
- Video de pinzas ópticas usadas para jugar el más pequeño juego de Tetris en YouTube.